# Bob Schoutsen
Robert Bob Schoutsen (Ámsterdam, Países Bajos, 19 de julio de 1951) es un nadador retirado especializado en pruebas de estilo espalda. Fue medalla de bronce en 100 metros espalda durante el Campeonato Europeo de Natación de 1970.
Representó a Países Bajos en los Juegos Olímpicos de México 1968 y  Múnich 1972.

## Palmarés internacional
| Campeonato Europeo de Natación | Campeonato Europeo de Natación | Campeonato Europeo de Natación | Campeonato Europeo de Natación |
| Año                            | Lugar                          | Medalla                        | Prueba                         |
| ------------------------------ | ------------------------------ | ------------------------------ | ------------------------------ |
| 1970                           | Barcelona ( España)            | Medalla de bronce              | 100 m espalda                  |